# Forn de les Guixeres
Forn de les Guixeres és una obra de Súria (Bages) protegida com a Bé Cultural d'Interès Local.

## Descripció

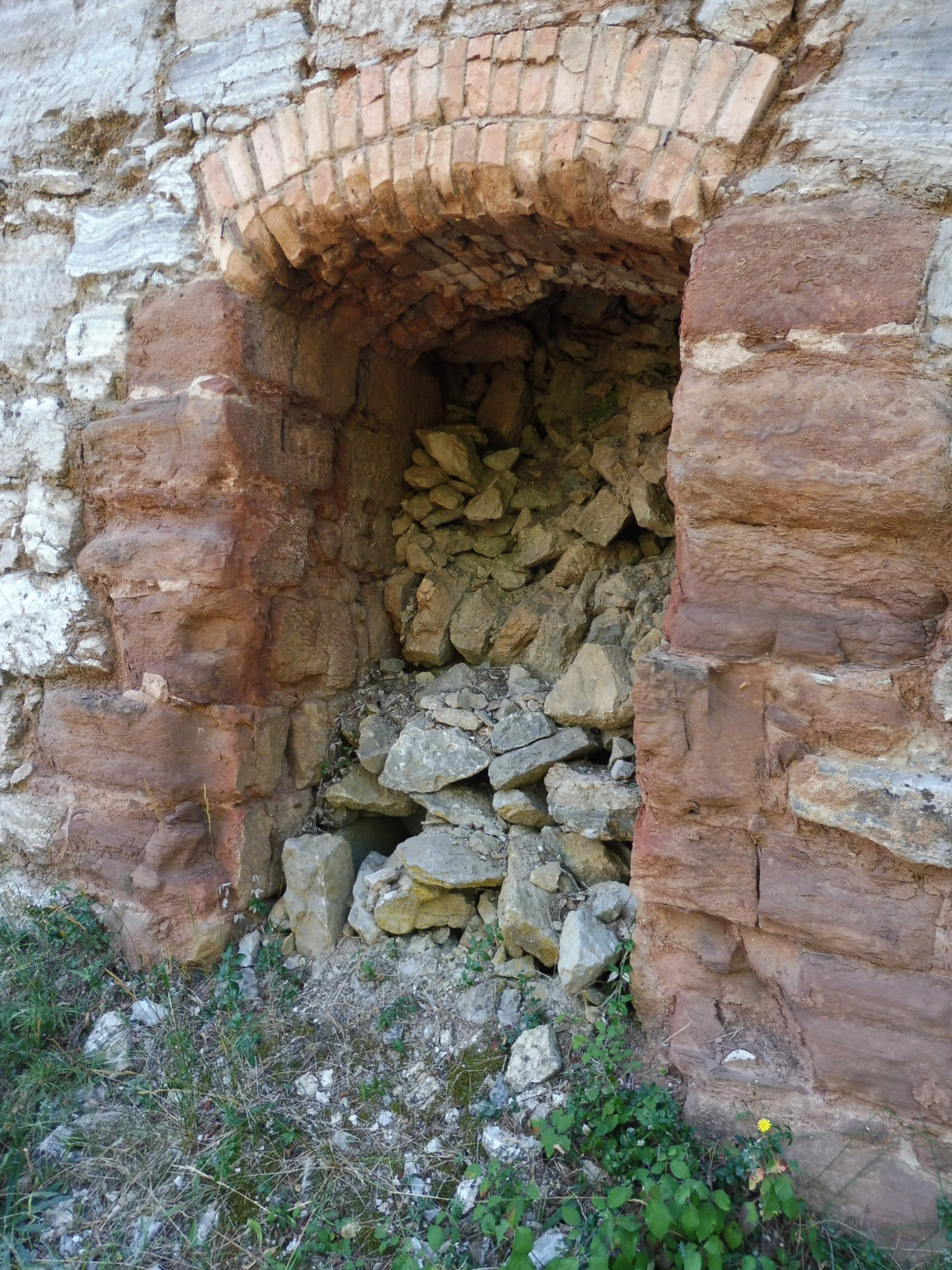
Una de les boques

Conjunt de forns de guix situats en la zona de les Guixeres. Es tracta de cinc construccions de pedra, combinada amb maó en algunes obertures, de diferents dimensions i volumetria. El forn més gran de tots és de planta rectangular, aproximadament de 9 metres de front per 5 metres d'alçada. Presenta dues boques rectangulars fetes amb pedra de gres i arcs de descàrrega fets amb totxo i parets de maçoneria de grans dimensions fetes de blocs de guix.
Estan ubicats molt a prop de les pedreres, des d'on s'extreia el guix que anava a parar als forns.